# Triatlon la Jocurile Olimpice de vară din 2020
Probele sportive de triatlon la Jocurile Olimpice de vară din 2020 s-au desfășurat la Tokyo, Japonia în perioada 26-31 iulie 2021. 55 de atleți vor concura în fiecare din probele masculine și feminine.

## Format
Proba de triatlon are 3 componente: înot pe o porțiune de 1,5 kilometri, ciclism pe o porțiune de 40 de kilometri și alergare pe o porțiune de 10 kilometri. Competițiile vor avea loc într-o singură etapă între toți competitorii.
Noua competiție mixtă pe echipe include echipe formate din patru atleți (doi bărbați și două femei). Fiecare sportiv efectuează un triatlon de 300 m înot, 8 km ciclism și un traseu de 2 km de alergare într-un format de ștafetă.

## Program
Toate orele orele Japoniei. 
| Probă             | Dată     | Ora start |
| ----------------- | -------- | --------- |
| Triatlon masculin | 27 iulie | 06:30     |
| Triatlon feminin  | 28 iulie | 06:30     |
| Ștafetă mixt      | 31 iulie | 07:30     |

## Podium
| Probă                | Aur                                                                                   | Aur     | Argint                                                                                      | Argint  | Bronz                                                                         | Bronz   |
| Masculin Detalii     | Kristian Blummenfelt · Norvegia (NOR)                                                 | 1:45:04 | Alex Yee · Marea Britanie (GBR)                                                             | 1:45:15 | Hayden Wilde · Noua Zeelandă (NZL)                                            | 1:45:24 |
| Feminin Detalii      | Flora Duffy · Insulele Bermude (BER)                                                  | 1:55:36 | Georgia Taylor-Brown · Marea Britanie (GBR)                                                 | 1:56:50 | Katie Zaferes · Statele Unite ale Americii (USA)                              | 1:57:03 |
| Ștafetă mixt Detalii | Marea Britanie · Jess Learmonth · Jonathan Brownlee · Georgia Taylor-Brown · Alex Yee | 1:23:41 | Statele Unite ale Americii · Katie Zaferes · Kevin McDowell · Taylor Knibb · Morgan Pearson | 1:23:55 | Franța · Léonie Périault · Dorian Coninx · Cassandre Beaugrand · Vincent Luis | 1:24:04 |